# Micro-région de Fonyód
La micro-région de Fonyód (en hongrois : fonyódi kistérség) est une micro-région statistique hongroise rassemblant plusieurs localités autour de Fonyód.